# Distretto di Chifunde
Il distretto di Chifunde è un distretto del Mozambico, facente parte della Provincia di Tete.

## Suddivisioni amministrative
Il distretto è suddiviso in tre sottodistretti amministrativi (posti amministrativi):
- Chifunde
- Mualadzi
- N'sadzo